# Силва Диас, Габриэл да
Габриэл да Силва Диас (порт. Gabriel da Silva Dias; 17 ноября 1980, Пелотас, Бразилия), более известный как просто Габриэл (порт. Gabriel) — бразильский игрок в мини-футбол.

## Биография
Габриэл начинал свою карьеру в бразильском клубе «Карлус-Барбоза». Дважды он становился чемпионом Бразилии по мини-футболу, выигрывал национальный кубок, а в 2001 году помог клубу в завоевании Межконтинентального Кубка. В 2004 году бразилец перебрался в испанский чемпионат, став игроком «Бумеранг Интервью». Вместе с мадридским клубом он дважды становился обладателем Кубка УЕФА по мини-футболу и четырежды — Межконтинентального Кубка, а также неоднократно выигрывал национальные чемпионат, кубок и суперкубок. Габриэл играл в «Интервью» до лета 2011 года, после чего перебрался в «Барселону».
В составе сборной Бразилии по мини-футболу Габриэл стал чемпионом мира 2008. Бразилец отметился двумя голами, в том числе и в полуфинале против сборной России.

## Достижения
- Чемпион мира по мини-футболу 2008
- Кубок УЕФА по мини-футболу (2): 2005/06, 2008/09
- Обладатель Межконтинентального кубка (5): 2004, 2005, 2006, 2007, 2008
- Чемпионат Бразилии по мини-футболу (2): 2001, 2004
- Кубок Бразилии по мини-футболу: 2001
- Чемпионат Испании по мини-футболу (2): 2004/05, 2007/08
- Кубок Испании по мини-футболу (2): 2006/07, 2008/09
- Суперкубок Испании по мини-футболу (3): 2005/06, 2007/08, 2008/09
- Кубок обладателей кубков по мини-футболу 2008